# Hydropedeticus vitiensis
Hydropedeticus vitiensis är en insektsart som beskrevs av Miall och Gilson 1902. Hydropedeticus vitiensis ingår i släktet Hydropedeticus och familjen syrsor. Inga underarter finns listade i Catalogue of Life.